# عقد 230 هـ
عقد 230 هـ هو الفترة بين عام 230 إلى 239 في التقويم الهجري، أي العشر سنوات الرابعة من القرن الثالث الهجري.